# Adam Elliot
Adam Elliot (Melbourne, 2 gennaio 1972) è uno sceneggiatore, regista e produttore cinematografico australiano.
È noto per i suoi cortometraggi animati, tra cui il vincitore del premio Oscar Harvie Krumpet, e per il suo lungometraggio d'animazione Mary and Max. Tali opere sono state da lui definite come clayography, una parola macedonia formata da clay (argilla) e biography (biografia). La tecnica di cui si serve, infatti, consiste in una stop motion di miniature d'argilla artigianali, senza l'uso di CGI. Le storie narrate nelle sue opere hanno una natura dolceamara e sono liberamente ispirate alla sua vita, la sua famiglia e i suoi amici.
Elliot produce le proprie opere attraverso la sua casa di produzione Adam Elliot Clayographies.

## Biografia
Elliot è cresciuto nell'entroterra australiano con il padre Noel, un ex clown acrobata in pensione dedito a un allevamento di gamberi, sua madre Valerie, una parrucchiera, e i suoi tre fratelli, Samantha, Luke e Joshua. Dopo che il progetto dell'allevamento è fallito per bancarotta, il padre di Elliot si è trasferito con la famiglia a Melbourne, dove ha comprato un piccolo negozio di ferramenta.
Ha frequentato la Pinewood Primary State School, nel quartiere Mount Waverley, e in seguito il Haileybury College, nel quartiere Keysborough, dove eccelleva in arte, letteratura inglese, fotografia, disegno e scultura. Inizialmente Elliot aveva l'ambizione di diventare veterinario, ma non riuscì a conseguire il punteggio necessario per entrare nell'università. Elliot è stato membro della pipe band della sua scuola e si è anche dedicato alla recitazione, vincendo all'ultimo anno il premio scolastico più importante, l'A. G. Greenwood Trophy, per la sua interpretazione del dottor Watson nella rappresentazione teatrale di The Incredible Murder of Cardinal Tosca.
Dopo il college ha trascorso cinque anni dipingendo a mano t-shirt per il St Kilda Esplanade Market, nel quartiere St Kilda di Melbourne. Nel 1996 ha conseguito una laurea in cinema e televisione, specializzandosi in animazione, presso il Victorian College of the Arts.

### Carriera

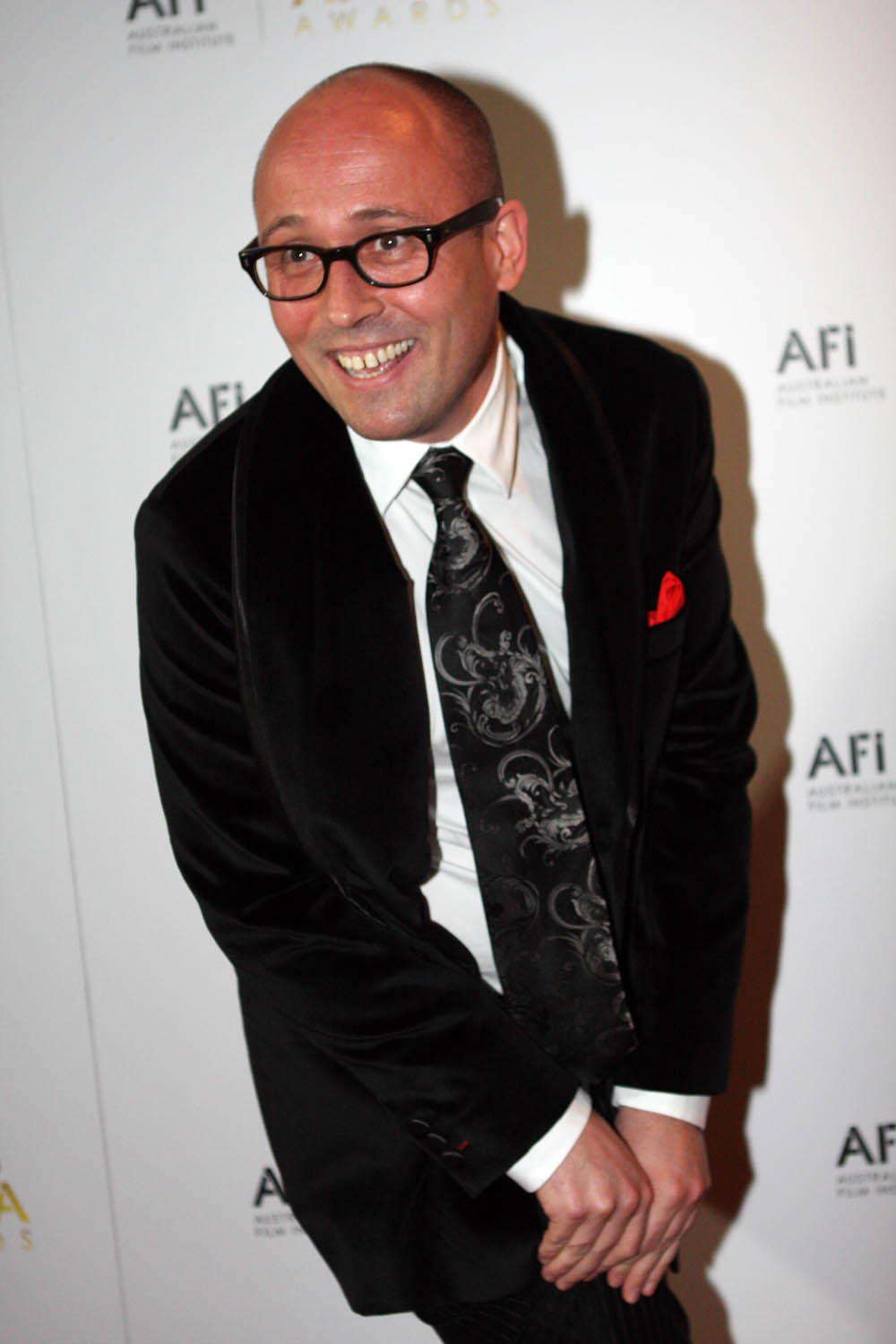
Elliot agli AACTA Awards 2012

#### Uncle(1996)
Nel 1996, al Victorian College of the Arts, Elliot ha realizzato il suo primo cortometraggio, sotto la guida di Sarah Watt, Robert Stephenson e Ann Shenfield. Della durata di sei minuti, il corto è intitolato Uncle ed è stato realizzato in stop-motion, senza alcun effetto digitale. È stato girato con una macchina da presa Bolex di 16mm, montato con Steenbeck e ha avuto un budget di circa 4000 dollari australiani.
La storia narrata nel corto, in bilico fra la commedia e il dramma, riguarda un anonimo zio e viene narrata da un anonimo nipote, doppiato da William McInnes. È semibiografica e liberamente basata sulla relazione di Elliot con i suoi otto zii.
Uncle ha vinto numerosi premi, tra cui un Australian Film Institute Award come miglior cortometraggio d'animazione australiano, e ha preso parte a vari festival cinematografici locali e internazionali.

#### Cousin(1998)
Nel 1997 Elliot ha realizzato il suo secondo cortometraggio, Cousin, prodotto da Australian Film Commission, SBS Independent e Film Victoria. È stato girato con una pellicola 16mm in un piccolo magazzino di una struttura di proprietà del padre, nel quartiere di Moorabin, a Melbourne. Il montaggio è stato realizzato con i software dell'Avid Technology, mentre il budget è stato di 42.000 dollari australiani.
La storia del corto, narrata da McInnes, riguarda la relazione con un cugino affetto da paralisi cerebrale infantile ed è ispirata alla relazione di Elliot con il suo vero cugino.
Cousin è stato proiettato in vari festival cinematografici ed è valso a Elliot un secondo Australian Film Institute Award.

#### Brother(1999)
Il terzo cortometraggio di Elliot, Brother, è stato prodotto da Australian Film Commission e SBS Independent nel 1999. È stato girato nella camera degli ospiti di un amico, nel quartiere di Fitzroy, a Melbourne. È stato montato con Steenbeck e ha avuto un budget di 52.000 dollari australiani.
La storia, narrata da McInnes come nelle opere precedenti, è ispirata ai ricordi d'infanzia del fratello di Elliot.
Il corto ha preso parte a vari festival internazionali ed è valso a Elliot due Australian Film Institute Award: uno per il miglior cortometraggio d'animazione australiano e l'altro per la miglior sceneggiatura di un cortometraggio australiano.

#### Harvie Krumpet(2003)
Nel 2003 Elliot ha realizzato il suo quarto cortometraggio, Harvie Krumpet, della durata di 23 minuti.
È stato girato per più di un anno nello stesso magazzino di Cousin, con una cinepresa Bolex super 16mm e l'aiuto di un software digitale per la stop motion. Il budget è stato di circa 80.000 dollari australiani.
Per la sua realizzazione, Elliot ha collaborato con il produttore Melanie Coombs, gli assistenti Michael Bazeley e Sophie Raymond e l'animatore Darren Burgess. 
Il narratore della storia è l'attore Geoffrey Rush, mentre i personaggi sono doppiati da Kamahl, John Flaus e Julie Forsythe. 
Nel 2004 Harvie Krumpet ha vinto il premio Oscar e l'Australian Film Institute Award come miglior cortometraggio d'animazione. Inoltre ha preso parte a più di cento festival cinematografici e ha vinto più di quaranta premi.

#### Mary and Max(2009)
Il primo lungometraggio di Elliot, della durata di 92 minuti, è intitolato Mary and Max ed è stato proiettato in anteprima mondiale al Sundance Film Festival nel gennaio del 2009. È stato girato per cinque anni a Melbourne, con un budget di 8,3 milioni di dollari australiani. Il progetto ha richiesto un cast tecnico di oltre 120 persone e un gruppo di sei animatori.
La storia è narrata dall'attore e comico Barry Humphries, mentre i personaggi sono stati doppiati da Philip Seymour Hoffman, Toni Collette e Eric Bana, con un cameo di Molly Meldrum e Renée Geyer.

#### Ernie Biscuit(2015)
Nel 2015 Elliot ha realizzato un altro cortometraggio della durata di 20 minuti, intitolato Ernie Biscuit. 
Con uno stile simile a quello di Harvie Krumpet, il corto narra, attraverso la voce di John Flaus, la vita di un tassidermista sordo di Parigi.
È stato selezionato per competere al Festival internazionale del film d'animazione di Annecy ed è stato mostrato in anteprima al Sydney Film Festival, il 13 giugno 2015. Nel 2016 ha vinto un Australian Film Institute Award come miglior cortometraggio d'animazione.

#### Memoir of a Snail(2024)
Il successivo film è stato il lungometraggio Memoir of a Snail, protagonista Grace Pudel, una solitaria accumulatrice di chiocciole che vive a Canberra.
Le voci dei protagonisti sono di Sarah Snook, Jacki Weaver, Kodi Smit-McPhee ed Eric Bana.
È stato presentato in anteprima al Festival internazionale del film d'animazione di Annecy dove ha vinto il premio Cristal per il lungometraggio.

## Filmografia
- Uncle (1996) - cortometraggio
- Cousin (1998) - cortometraggio
- Brother (1999) - cortometraggio
- Harvie Krumpet (2003) - cortometraggio
- Mary and Max (2009)
- Ernie Biscuit (2015) - cortometraggio
- Memoir of a Snail (2024)

## Riconoscimenti
Le opere di Elliot hanno preso parte a più di settecento festival cinematografici e hanno ricevuto più di cento premi, tra cui un premio Oscar per il cortometraggio Harvie Krumpet, cinque Australian Film Institute Awards e due Cristal per il lungometraggio.
Inoltre Elliot è un membro votante dell'Academy of Motion Picture Arts and Sciences e nel 1999 è stato premiato come "The Young Achiever of the Year for Victoria".

## Vita privata

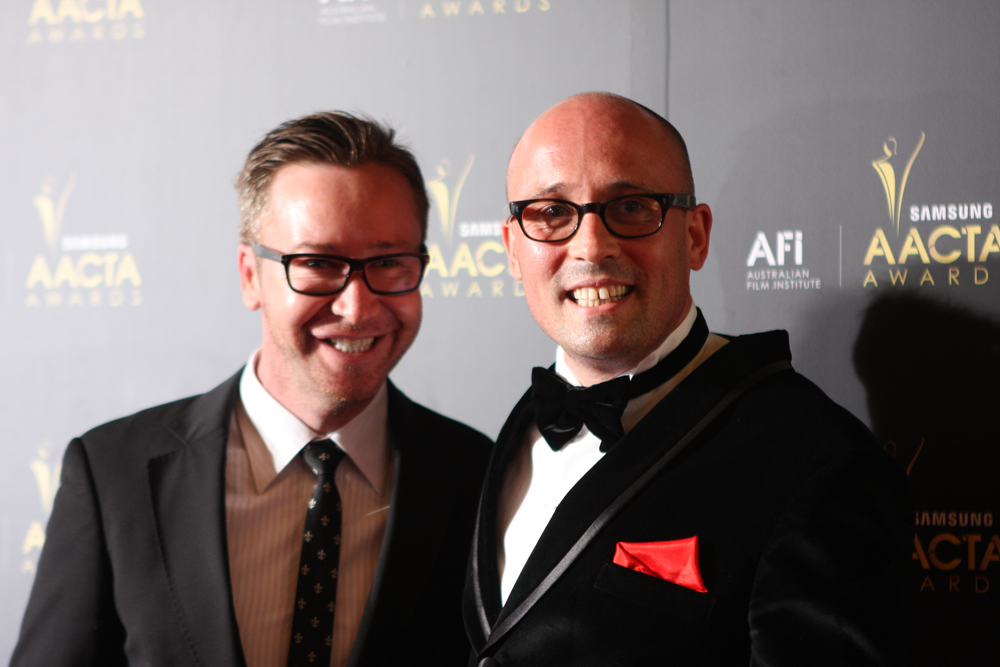
Elliot (a destra) insieme al partner Dan Doherty, durante gli AACTA Awards 2012

Elliot soffre di un tremore psicologico ereditario. Al riguardo ha affermato: «La mia condizione ha in realtà alimentato il mio stile: i miei personaggi appaiono così a causa della mia malattia, ed è anche il motivo per cui i miei disegni sono traballanti, con pochissime linee dritte».
È dichiaratamente gay ed è fidanzato con Dan Doherty. Nel 2007 la coppia ha partecipato al lancio del registro delle unioni civili del Melbourne City Council, il primo in Victoria a essere aperto alle coppie dello stesso sesso. Durante l'evento, Elliot ha affermato: «È successo per il cambiamento climatico, e spero che succederà per il riconoscimento delle relazioni omosessuali».